# ANI-ON!
『ANI-ON!』（アニオン）は、エフエム北海道（AIR-G'）で2014年1月1日 から2018年3月25日まで放送されていた音楽番組。

## 概要
新旧を問わずアニメソングを取り上げ、道内や全国各地のアニメ・漫画を愛する人々とコミュニケーションする音楽番組。番組名は「アニメ・マンガを語る音楽番組」を略したもの。作品についてのしゃべりを大切にしながら、主題歌などを毎週10曲前後放送する。
MUSIC ON! TVのアニメソング番組「アニオン!ワールド」「アニオン! カウントダウン10」、ナムコがかつて経営していたアニメソングカフェ・バー「アニON STATION」とは関係はない。
番組内では「ラジオの前に正座待機」のフレーズが用いられているが、これに則ってパーソナリティ前田幸はスタジオ内で正座を組んで番組収録をしていた。
メッセージの送信については2014年11月2日放送から2017年7月9日放送までは水曜夕方、2017年7月16日放送から2018年3月までは月曜夕方を締め切りとする方針がアナウンスされていた。
基本的には収録放送となっているが、2015年から2016年にかけ特別企画として3回の生放送が行われた。

## パーソナリティ
- 前田幸[6][8]

## 放送時間
- 2014年1月1日 - 2014年5月28日 毎週水曜 19:00 - 19:30
- 2014年6月1日 - 2018年3月25日 毎週日曜 22:00 - 22:55

## オープニング・エンディング
- 2017年5月7日からのオープニングは、「JOFU-FM 80.4 AIR-G'」の男声局名アナウンスから始まり過去番組にゲスト出演した歌手の「ANI-ON!」のボイスがいくつか発せられた後、前田幸の「ANI-ON!」のボイスが流れ最後に「AIR-G' ANI-ON!」と前田のタイトルコールが再度流れる。その後「アニメ・漫画を語る音楽番組 略してANI-ON!」などの挨拶の後数件のメッセージとその週の放送内容を述べ、「二次元好きなあなたに愛をこめて、80.4 AIR-G' ANI-ON!」のセリフでオープニングパートが締められる。
- 2017年4月までは、前田幸のボイスで以下の名作アニメの名台詞各種が雑多に発せられた後「おかえり、お兄ちゃん」のセリフが流れ、その後「ANI-ON! Entertainment Program AIR-G' ANI-ON!」とタイトルコールが流れた。
  - 2014年1月1日 - 6月29日・10月5日 - 2017年4月30日「飛天御剣流、龍翔閃!」（るろうに剣心）、「マチルダさーん」（機動戦士ガンダム）、「ムーン・プリズムパワー!メイクアップ!」（美少女戦士セーラームーン）、「僕と契約して魔法少女になってよ」（魔法少女まどか☆マギカ）、「胸のキュンキュン、止まらないよ!」（ドキドキ!プリキュア）、「あんたバカァ?」（新世紀エヴァンゲリオン）
  - 2014年7月6日 - 9月28日「爆ぜろリアル！弾けろシナプス!バニッシュメント・ディス・ワールド!」（中二病でも恋がしたい！）、「この世はわたしのためにある!!」（スレイヤーズ）、「給料払えないお前に言われたくないね」（銀魂）、「肉、嫌いだもの」（新世紀エヴァンゲリオン）、「初号機、活動限界まであと30秒」（新世紀エヴァンゲリオン）等
- 番組の最後は、「2次元好きなあなたに愛をこめて、合言葉は、『ANI-ON!』」のフレーズで締められる。（「2次元好きなあなたに愛をこめて」の部分は省略される場合もあり）

## 末期のコーナー
- ○○はコレを読め![7][9]
  - パーソナリティ前田が、毎回一つのテーマを設定しお勧めの漫画を紹介するコーナー。略称は「これ読めコーナー」。リスナーからのお勧め漫画のメッセージも紹介され、その際は主に「リスナーお勧めの作品を知りたい人はコレを読め!」のテーマで紹介された。2014年6月1日放送から最終回の2018年3月25日まで実施。「きたまえ↑特集」実施期間中は休止。
- 幸ちゃんはキャラソンをかけたい
  - パーソナリティ前田のお勧めやリスナーからリクエストされたキャラクターソング楽曲を取り上げるコーナー。2018年1月7日放送で前田がキャラクターソングを取り上げるコーナーの構想を語り、それに合わせて毎週前田の選曲やリスナーリクエストによるキャラクターソングの枠が用意され、3月4日放送でコーナー化が宣言され最終回の2018年3月25日まで実施。

## 過去のコーナー
- きたまえ↑特集
  - 「きたまえ↑ 札幌マンガ・アニメフェスティバル」2014年開催に向けて、きたまえの特別協賛を行うティーバイティーガレージのスポンサードできたまえに関する最新情報や野外アニソンライブ「アニフォレ」に出演するアーティストの話題を発信する。2014年7月13日の放送で開始、9月14日の放送で終了。
- 和島あみのEZO DRIVE supported by JOYSOUND
  - 北海道倶知安町出身の新人アニソン歌手・和島あみによるスペシャルコーナー[10]。2016年5月1日放送での和島の電話インタビュー内で発表、5月8日開始、7月31日終了[11]。オープニングには和島あみ「キミへ」が流れ、主にリスナーからのメッセージや質問に答え、最後には和島が前田へ向けての質問を投げかけて前田が和島の質問に返答する。
  - 2017年1月3日から3月27日には、火曜 1:30 - 2:00のレギュラー番組として第2期が放送された。
- ANI-ON!スタッフセレクト（仮）[7]
  - 番組ディレクター・Kがリスナーからのリクエストに触発され新旧を問わず独断と偏見で選曲したアニメソング等を取り上げるコーナー。2014年6月8日放送で開始、2017年1月頃まで実施。

## ゲスト
ゲストパートでは、パーソナリティ前田がリスナーを代表してゲストへ向けユニークな質問をぶつけ、それに対してゲストが対応する展開が慣例となっている。

## スポンサー
過去のスポンサー
- T×T GARAGE（2014年7月1日 - 9月28日）
- JOYSOUND（2016年5月8日 - 7月31日「和島あみのEZO DRIVE」協力）

## スタッフ
- プロデューサー：伊藤理恵子[204]（通称は「Iさん」。）
- ディレクター
  - 初代：川井晃二[204]（2014年1月1日 - 10月26日 通称は「Kくん」。）
  - 二代目：片山亮輔[205]（2014年11月2日 - 2018年3月25日 通称は先代の川井と同じく「Kくん」。）

## 特別企画
- ANI-ON!特別編 きたまえサミット2014～オトナの事情を乗り越えろ～（2014年6月15日）[206]
  - 「きたまえ↑ 札幌☆マンガ・アニメフェスティバル」に向けて、HBCラジオ「アニメロティック」のMAYU、FM NORTH WAVE「Anison-R 〜マンガ・アニメ研究部〜」の片岡香澄、STVラジオ「藤井孝太郎のログイン!よる☆PA」の藤井孝太郎アナウンサーをゲストに迎え、AIR-G'・ANI-ON!の前田幸を加えきたまえに協力する道内主要ラジオ4局のアニソン関連番組番組パーソナリティが一堂に出演する特別企画。
  - 冒頭は片岡・MAYU・藤井の順で番組紹介を兼ねた自己紹介をし、その後アニメ・漫画好きのルーツとなった作品、「○○はコレを読め!」コーナーの特別編としてオススメ漫画、やりたいコスプレ、期待している出演歌手の話題をゲストそれぞれが語る内容が展開された。
- TOYAKOマンガ・アニメフェスタ特集（2014年6月29日）
  - 2014年6月21日・22日に洞爺湖温泉周辺で行われたTOYAKOマンガ・アニメフェスタの様子を伝える特集企画。
  - 「フランチェスカ先行上映会」に出演した工藤沙貴・井澤佳の実、「YAOちゃん・JUNちゃん・みなみちゃんのFM10.8オフラインミーティング」に出演した矢尾一樹・金丸淳一・高山みなみの2組に分けてのアフタートークインタビュー、天体のメソッド制作発表会に出演したfhanaからのメッセージが放送された。この他リスナーメッセージもTOYAKOマンガ・アニメフェスタに関するものを中心に紹介された。
- 進撃の兄音!Sound Horizon特集（2014年11月23日）[207]
  - 2014年11月22日の『劇場版「進撃の巨人」前編 紅蓮の弓矢』公開に因み、Sound Horizonのリクエスト特集を番組後半で実施。Sound Horizon名義以外にも、Linked HorizonやRevo名義の楽曲リクエストも取り上げられた。リクエスト曲の他、メッセージ紹介時にはBGMに進撃の巨人アニメBGMを用い、「○○はコレを読め!」コーナーでは「進撃の巨人 悔いなき選択」が紹介され、Revo本人からのゲストコメントも放送された。
- 俺のクリスマスがこんなに充実しているわけがないっ（2014年12月21日）[208]
  - クリスマスに一緒に過ごしたいアニメキャラとの妄想メッセージを募集するクリスマス直前に因んだスペシャルメッセージテーマ企画。前田が気に入ったメッセージには「サブカル勇者」としてのレベルアップ認定がされた。また、メッセージゲストの花澤香菜にも同様のテーマとして「香菜さんがクリスマスパーティで一緒に過ごしたいアニメのキャラクターは誰ですか、そのとき香菜さんは何担当でしょうか」の質問が行われた。
- ゆくとしくるとし（2014年12月28日・2015年1月4日）
  - 年末年始に合わせた特別リクエスト企画。2014年12月28日は「ゆくとしくるとし前編!今年お世話になったアニソンリクエスト」として2014年放送アニメの楽曲、2015年1月4日は「ゆくとしくるとし後編!懐かしのアニソンリクエスト」として幼少期など思い出の懐かしアニメソングのリクエストを募集紹介。
- 劇場版 魔法少女まどか☆マギカ オーケストラコンサート開催記念 まどマギ特集（2015年2月1日）[209][210]
  - 2015年2月10日・11日に札幌市教育文化会館で開催される「劇場版 魔法少女まどか☆マギカ オーケストラコンサート」を記念して、魔法少女まどか☆マギカ楽曲の特集を番組後半で実施。リクエスト曲の放送の他、「○○はコレを読め!」コーナーでは「先代魔法少女のストーリーに触れたい君はコレを読め!」のテーマでまどか☆マギカのスピンオフ作品「魔法少女たると☆マギカ The Legend of “Jeanne d'Arc"」が紹介された。
- 今年は残暑がないざんしょ? 2015夏ANI-ON!延長戦スペシャル（2015年8月30日）
  - 2015年8月24日 - 30日のAIR-G'のスペシャルウィーク「リスナーサンクスウィーク」に合わせ、サンクスウィークのテーマ「ココロ ハズム AIR-G'」に関連し心弾む1時間をお送りすべく、夏を感じるアニメのメッセージや夏を感じるアニメソングのリクエストを受け付ける特別テーマ企画。また、前田がセレクトした心弾む漫画「orange」全巻セット、佐香智久サイン入り番組クリアファイル、SCREEN modeサイン入りポスター、アニメグッズ福袋のリスナープレゼントも行われた。企画名には夏に関するメッセージやリクエストを結集させて残暑のない北海道の夏を延長させる意味が込められた。
- GWホリデースペシャル（2016年5月1日）[65]
  - ゴールデンウィーク中の放送のためスペシャル放送として水瀬いのりとスフィアからのメッセージ、アニメ映画「亜人 -衝突-」のペア鑑賞券・ポスターセットプレゼント、和島あみ電話インタビューを実施。スタッフセレクト（仮）、○○はコレを読めは休止。

生放送
不定期に生放送を実施、番組中にはTwitterの番組公式ハッシュタグ「#anion804」に寄せられたツイートが番組中に紹介される。
- 第1回（2015年6月21日）[211]
  - 前週にKディレクターから「あなたが食べたいアニメの中の料理は?」というテーマが提示され、それに関するメッセージが紹介された。
- 第2回（2016年1月3日）[212]
  - 番組の新ジングルへのアイデア募集や、お年玉企画としてMISIA「オルフェンズの涙」ガンダムバルバトスポスターのプレゼントが行われた。
- 第3回（2016年11月20日）[171][213][214]
  - 11月14日 - 20日開催のリスナーサンクスウィークの一環として実施。11月4・5日の「Eir Aoi 5th Anniversary Special Live 2016 〜LAST BLUE〜 at 日本武道館」で活動を休止したAIR-G'や本番組に縁のある藍井エイルの特集をメインとし、この他竹達彩奈のゲストコメントや食肉工房よしやす製コラボ中華まん「あにまん」4個入りセットのプレゼントが行われた。

## イベント
- ANI-ON! presents Ario Live Selection（2014年4月27日）[204]

アリオ札幌1階ハーベストコートにて、アリオ札幌ゴールデンウィークイベント「GOLDEN WEEK CARNIVAL」の一環として吉岡亜衣加・織田かおりをゲストに無料ライブを開催。13時・15時に吉岡、14時･16時に織田のライブステージを実施。ステージ終了後はCDアルバム購入者を対象にサイン会も実施。ステージの模様は5月7日に放送。
- キタラジ!フェスティバル公開録音「瀧波ユカリ×ANI-ON!×出張アフタヌーン編集部 SP対談」（2015年11月22日）[215]

サッポロファクトリーアトリウムにて、漫画家・瀧波ユカリと月刊アフタヌーン副編集長・北嶌徹をゲストに迎えて初の公開録音を実施。『NHK・民放連共同ラジオキャンペーン in 北海道 「キタラジ」』のイベント「キタラジ!フェスティバル」の一環として開催。公録の模様は11月29日に放送。
- ANI-ON! meets MUSIC 〜あにみゅ〜

番組主催のアニメソングライブイベント。
第1回：2016年9月18日 - 札幌市中央区Sound Lab moleにて、SCREEN mode・酒井ミキオ・和島あみ・KOTOKOをゲストに迎えて開催。
Vol.2：2017年4月7日 - 札幌市中央区cube gardenにて、AIR-G'開局35周年記念イベントの一環として鈴木このみ・和島あみ・TRUEをゲストに迎えて開催。
協賛イベント
- きたまえ↑ 札幌☆マンガ・アニメフェスティバル 2014年開催（2014年9月14日 - 15日）

イベントに協力する道内民放ラジオ4局による合同企画「きたまえ↑サミット2014」のAIR-G'代表番組として参加。上記のきたまえサミット放送のほか、アートホールでの各番組のパネル展示や14日アリーナステージイベント、野外ステージでのアニメソングライブ「アニフォレ」でのアシスタントや番組PRに前田が出演。なおこの他前田は2013年・2015年のきたまえにも野外ステージアニメソングライブのステージ司会、同年きたまえで15日のきたまえ×JOYSOUNDカラオケ大会 決勝大会の司会も担当した。
- キタラジプレゼンツ!アニラジ コラボスペシャル!（2015年11月23日）

NHK・民放連共同ラジオキャンペーン in 北海道 「キタラジ」の一環として行われたイベント「キタラジ!フェスティバル in サッポロファクトリー」にて道内民放主要民放4局のアニメソング番組のPRステージとイントロクイズを展開、AIR-G'代表として本番組のPRで前田が出演。
- No Maps presents『SAPPORO ANI-HIGH!!』supported by Anison-R & ANI-ON!

札幌市内で開催のクリエイティブコンベンションイベント「No Maps」の一環として行われるアニメソングライブ。FM NORTH WAVE「Anison-R 〜マンガ・アニメ研究部〜」と当番組が協賛し、Anison-R司会の片岡香澄と前田がライブ司会を担当する。
- - 第1回：2016年10月15日[220] - Zepp Sapporoにて綾野ましろ・しょーとサーキットDS 柚子乃&RINA・和島あみ・AIKATSU☆STARS!・Mia REGINA・山崎エリイ・AiRI・田所あずさを迎え開催。
  - 第2回：2017年10月15日[221] - KRAPS HALLにてMachico・MYTH & ROID・分島花音、ドサンコアクト（オープニングアクト）にIKUを迎え開催。

## キャラクター
「とめことつねこ」という双子の幼女キャラクターが設定されており、番組Twitterアイコンや公式ホームページに描かれている。服飾関係のお仕事をしているお金持ちの家の令嬢で、「えあ爺」という執事がいる設定がある。 キャラクターデザインは「AV Music Channel」V-Channelパーソナリティの井澤佳の実。名前の由来は前田の祖母姉妹の双子の名前からとられた。
- とめこ
  - つねこの人形的立ち位置で、つねこにいつも手作りのコスプレ衣装を着させられているがまんざらでもない様子。
  - 歌う事と食べることが好き。
- つねこ
  - とめこをトップレイヤーにしようと企むプロデューサー気質で、いつも自分で作った服や衣装をとめこに着させている。
  - 大人しそうに見えて双子の実権を握っていており、「とめちゃん、これ着て?」と笑顔で言うとうすら怖い。

## ANI-ON POWER PLAY
DJ前田とスタッフにより毎月1作を選定し毎週放送される月替わりの番組推薦曲。番組当初30分放送時代は主に月に1曲を指定し番組の最後に放送していたが、その後2014年春以降は主に1枚のアルバムをパワープレイ指定しアルバム収録曲の中から週替りで毎週1曲を放送。

## 放送休止・時間変更
- 2014年7月13日 『2014年KOTOKOノ大ゴト～10th Anniversary Special～』のため19:00 - 20:00に繰り上げ・5分間拡大放送。
- 2015年3月22日 公開録音特番『片平里菜「誰もが/煙たい」in 三井アウトレットパーク札幌北広島』のため休止[223]。

## 関連商品
ANI-ON!コラボクッキー
- 2014年9月14・15日開催の「きたまえ↑ 札幌マンガ・アニメフェスティバル」北海道ミルクブースにて販売された1箱4枚入りクッキー。とめこ・つねこ2種類のパッケージがあり、各バージョンの応募券を1枚ずつ合わせて番組宛に郵送応募すると抽選で非売品の番組トートバッグがプレゼントされた。

ファミリーマート×ANI-ON!コラボスイーツプロジェクト
- 2014年12月9日から2015年1月上旬まで北海道内のファミリーマートにて「Sweets+」ブランドからコラボスイーツ「とめこのメープルパンナコッタ」「つねこのストロベリーショコラ」を販売。2014年11月2日の放送でファミリーマートからのコラボ商品オファーが案内され、11月16日に番組ホームページにスイーツパッケージに入れられる牛の格好をしたとめこ・ウサギの格好をしたつねこのイラストが発表され、リスナーからのアイデアやパーソナリティ前田による試作品試食を含めた検討を重ねて発売に至った。また、「とめこのメープルパンナコッタ」「つねこのストロベリーショコラ」2種類の購入レシートを番組宛に郵送応募すると抽選で非売品の番組クリアファイルがプレゼントされた。

よしやす×ANI-ON!コラボ企画 あにまん
- 釧路市の精肉店「食肉工房よしやす」とのコラボレーションによる、パーソナリティ前田の監修で開発されたニンニクを効かせ黒糖入りの皮で包んだ肉まん[226][227]。2016年10月から2018年初めごろまでよしやすの店頭とネットショップで販売。